# Скінень (Сеучешть, Бакеу)
Скінень, Скінені (рум. Schineni) — село у повіті Бакеу в Румунії. Входить до складу комуни Сеучешть.
Село розташоване на відстані 253 км на північ від Бухареста, 8 км на північ від Бакеу, 75 км на південний захід від Ясс.

## Населення
За даними перепису населення 2002 року у селі проживала 731 особа, усі — румуни. Усі жителі села рідною мовою назвали румунську.